# L’Écouvotte
L’Écouvotte ist eine französische Gemeinde mit 97 Einwohnern (Stand: 1. Januar 2022) im Département Doubs in der Region Bourgogne-Franche-Comté.

## Geographie
L’Écouvotte liegt auf 335 m, acht Kilometer westlich von Baume-les-Dames und etwa 21 Kilometer nordöstlich der Stadt Besançon (Luftlinie). Das Dorf erstreckt sich in der gewellten Landschaft zwischen den Flusstälern von Doubs und Ognon, am südöstlichen Rand eines weiten Beckens am Fuß der Waldhöhe Pinfou.
Die Fläche des 2,16 km² großen Gemeindegebiets umfasst einen Abschnitt in den äußersten nordwestlichen Höhenzügen des Juras. Der zentrale Teil des Gebietes wird von einer Mulde eingenommen, die durchschnittlich auf 320 m liegt und sich gegen Westen zu einem weiten Becken öffnet. Sie ist überwiegend mit Acker- und Wiesland bestanden. Flankiert wird diese Mulde im Norden von der Anhöhe des Bois du Chanoi. Nach Süden erstreckt sich das Gemeindeareal bis auf den Waldrücken des Bois du Pinfou, auf dem mit 383 m die höchste Erhebung von L’Écouvotte erreicht wird. Auf dem gesamten Areal gibt es keine oberirdischen Fließgewässer, weil das Niederschlagswasser im verkarsteten Untergrund versickert.
Nachbargemeinden von L’Écouvotte sind Le Puy und Val-de-Roulans im Norden, Breconchaux im Osten sowie Saint-Hilaire im Süden.

## Bevölkerung
| Jahr                       | 1962 | 1968 | 1975 | 1982 | 1990 | 1999 | 2016 |
| Einwohner                  | 33   | 25   | 24   | 50   | 53   | 73   | 93   |
| Quellen: Cassini und INSEE |      |      |      |      |      |      |      |

Mit 97 Einwohnern (Stand 1. Januar 2022) gehört L’Écouvotte zu den kleinsten Gemeinden des Départements Doubs. Nachdem die Einwohnerzahl in der ersten Hälfte des 20. Jahrhunderts deutlich abgenommen hatte (1901 wurden noch 72 Personen gezählt), wurde seit Mitte der 1970er Jahre wieder ein Bevölkerungswachstum verzeichnet. Seither hat sich die Einwohnerzahl vervierfacht.

## Wirtschaft und Infrastruktur
L’Écouvotte war bis weit ins 20. Jahrhundert hinein ein vorwiegend durch die Landwirtschaft (Ackerbau, Obstbau und Viehzucht) und die Forstwirtschaft geprägtes Dorf. Noch heute leben die Bewohner zur Hauptsache von der Tätigkeit im ersten Sektor. Außerhalb des primären Sektors gibt es nur wenige Arbeitsplätze im Dorf. Einige Erwerbstätige sind auch Wegpendler, die in den umliegenden größeren Ortschaften ihrer Arbeit nachgehen.
Die Ortschaft liegt abseits der größeren Durchgangsstraßen an einer Departementsstraße, die von Pouligney nach Séchin führt. Der nächste Anschluss an die Autobahn A36, die das Gemeindegebiet durchquert, befindet sich in einer Entfernung von ungefähr elf Kilometern. Eine weitere Straßenverbindung besteht mit Le Puy.